# 法尤姆木乃伊肖像

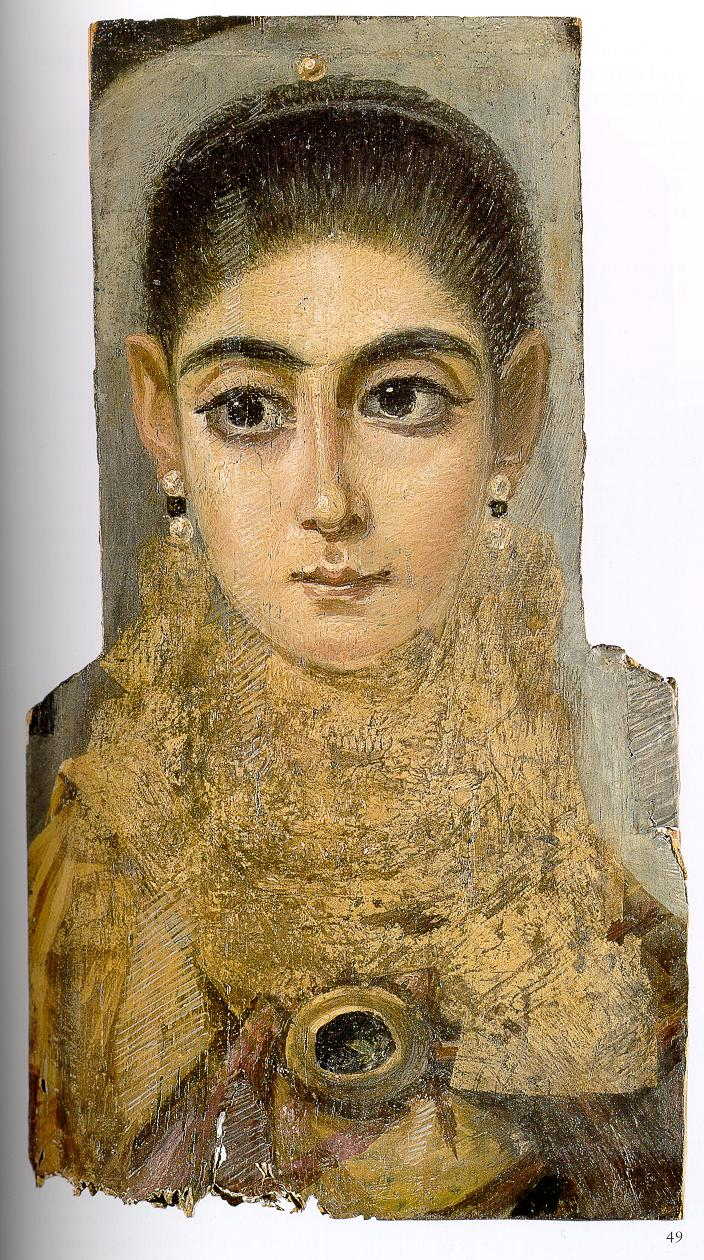
一位年輕女子的木乃伊肖像，公元三世紀，巴黎盧浮宮。

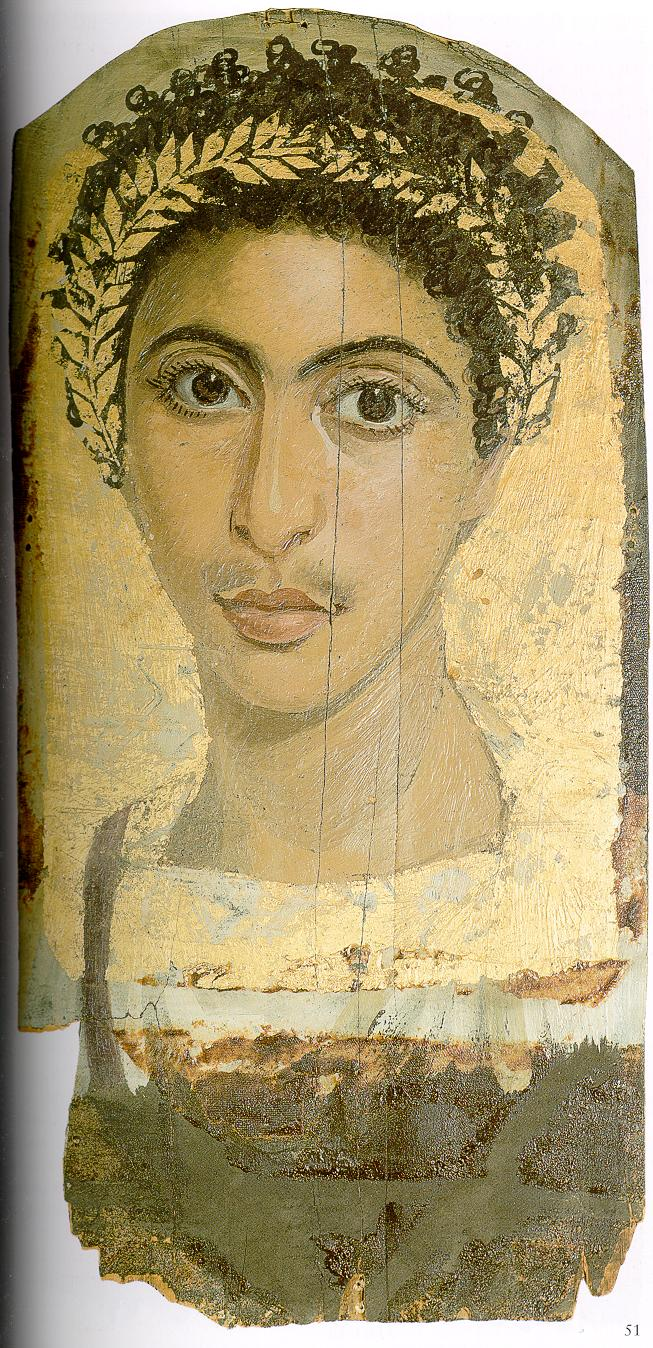
這幅鍍金的肖像於1905/06年冬季由法國考古學家阿爾弗雷德·加耶（Alfred Gayet）發現，並於1907年賣給柏林的埃及博物馆。

木乃伊肖像或法尤姆木乃伊肖像（英語：Fayum mummy portraits）是一種繪製於木板上的自然主義風格肖像 ，隨附在羅馬時期埃及的上流社會木乃伊身上，屬於木板畫傳統，在古典世界中是備受推崇的藝術形式。法尤姆肖像是這種傳統中唯一倖存的大型藝術品。它們過去曾被誤稱為科普特肖像（Coptic portraits）。
埃及各地都曾發現過木乃伊肖像，其中以法尤姆盆地最為常見，特別是來自法尤姆盆地的哈瓦拉，以及哈德良時期的羅馬城市安提諾波利斯。「法尤姆肖像」通常是作為一種風格上的描述，而不是地理描述。雖然泥紙（cartonnage）木乃伊盒在法老時代就存在，不過這種法尤姆木乃伊肖像應為追溯至羅馬時期埃及的創新。這些肖像畫出現在羅馬帝國時代，開始於公元前1世紀末或公元1世紀初，尚不清楚何時結束，近期有研究認為是結束於3世紀中葉。古典世界木板畫傳統倖存下來的作品極少，法尤姆木乃伊肖像算是其中數量較多的。這種傳統一直延續到後古典世界的拜占庭和西方的傳統，埃及當地的科普特聖像畫傳統也是其中之一。
法尤姆木乃伊肖像畫當時是覆蓋在木乃伊的臉部一同下葬，現存的例子指出，它們被固定在用來包裹屍體的布帶中，不過現在幾乎所有的畫像都已經從木乃伊上脫落。它們通常從正面描繪一個人的頭像或頭胸像。就藝術傳統而言，這些圖像的藝術傳統顯然更多源自於古希臘羅馬，而不是埃及。從技術上可以區分出兩種肖像畫：一種是蠟畫，另一種是蛋彩畫。前者通常品質較佳。
目前已知的木乃伊肖像約有900幅。大多數發現於法尤姆墓地。由於埃及的氣候炎熱乾燥，這些畫作經常保存完好，常常保留著似乎不隨時間褪色的鮮豔色彩。

## 研究歷史

### 19世紀之前

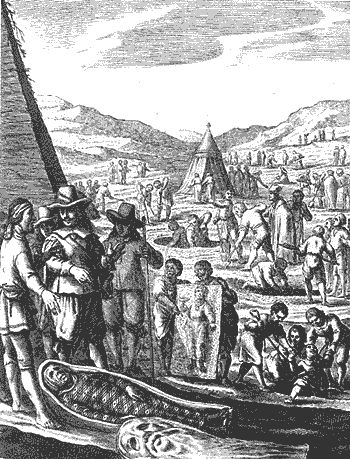
皮埃特羅·德拉·瓦勒發現木乃伊

義大利探險家彼得羅·德拉瓦勒（Pietro della Valle）是第一個發現和描述木乃伊肖像的歐洲人，他在1615年到訪過薩卡拉-孟菲斯。他將一些帶有肖像畫的木乃伊運至歐洲，這些木乃伊目前收藏在阿爾伯提努（德累斯頓國家藝術收藏館）。 

### 19世紀收藏家
儘管在這之後人們對古埃及的興趣不斷增加，但一直到19世紀初，才得知還有更多的木乃伊肖像。首批新發現的木乃伊肖像來源尚不清楚；它們可能來自薩卡拉，也可能來自底比斯。1820年，米諾圖利男爵為一位德國收藏家購買了幾幅木乃伊肖像，但這些肖像畫卻與整船的埃及文物在北海一同丟失。1827年，萊昂·德·拉博德（Léon de Labode）將兩幅據稱是在孟菲斯發現的肖像帶到歐洲，其中一幅現在可以在羅浮宮看到，另一幅則藏於大英博物館。隨尚-法蘭索瓦·商博良在1828/29 年遠征埃及的成員波利托·羅塞利尼（Ippolito Rosellini）將另一幅肖像畫帶回了佛羅倫斯。這幅畫與德·拉博德的樣本非常相似，被認為是同一來源。 在1820年代，英國駐埃及總領事亨利·索爾特（Henry Salt）向巴黎和倫敦進一步發送了幾張肖像。 其中一些長期以來被誤認為底比斯執政官波里奧斯·索特家族的肖像，這是一個從書面資料中得知的歷史人物，但事實已證明這是不正確的。
又過了很長一段時間，才有更多的木乃伊肖像曝光。1887年，丹尼爾·瑪麗·富凱聽說在一個山洞裡發現了許多肖像木乃伊。幾天後，他出發去檢查這些木乃伊，但來得太晚了，因為發現者在前三個寒冷的沙漠之夜已將這些畫板用作柴火。富凱只獲得原本50幅肖像中剩餘的兩幅。雖然這一發現的確切位置尚不清楚，但可能來自er Rubayat。在富凱訪問後不久，維也納藝術品交易商西奧多·格拉夫 （Theodor Graf）在那個地方找到了更多肖像，他試圖儘可能有利可圖地出售這些畫。他聘请了著名的埃及古物學家喬治·埃伯斯（Georg Ebers）來發表他的發現，也製作了介紹手冊在歐洲宣傳。儘管對其考古發現的背景知之甚少，但格拉夫還是將這些肖像類比於其他藝術作品，主要是硬幣肖像，將這些肖像歸因於已知的托勒密法老。雖然這些聯想沒有合理的論據或說服力，卻贏得了許多關注，尤其是獲得了魯道夫·菲爾紹等知名學者的支持。結果，木乃伊肖像成為人們關注的焦點。 到了19世紀後期，因其十分特殊的美感，這些肖像成為在全球藝術貿易中爭相搶購的收藏品。

### 考古研究：弗林德斯·皮特

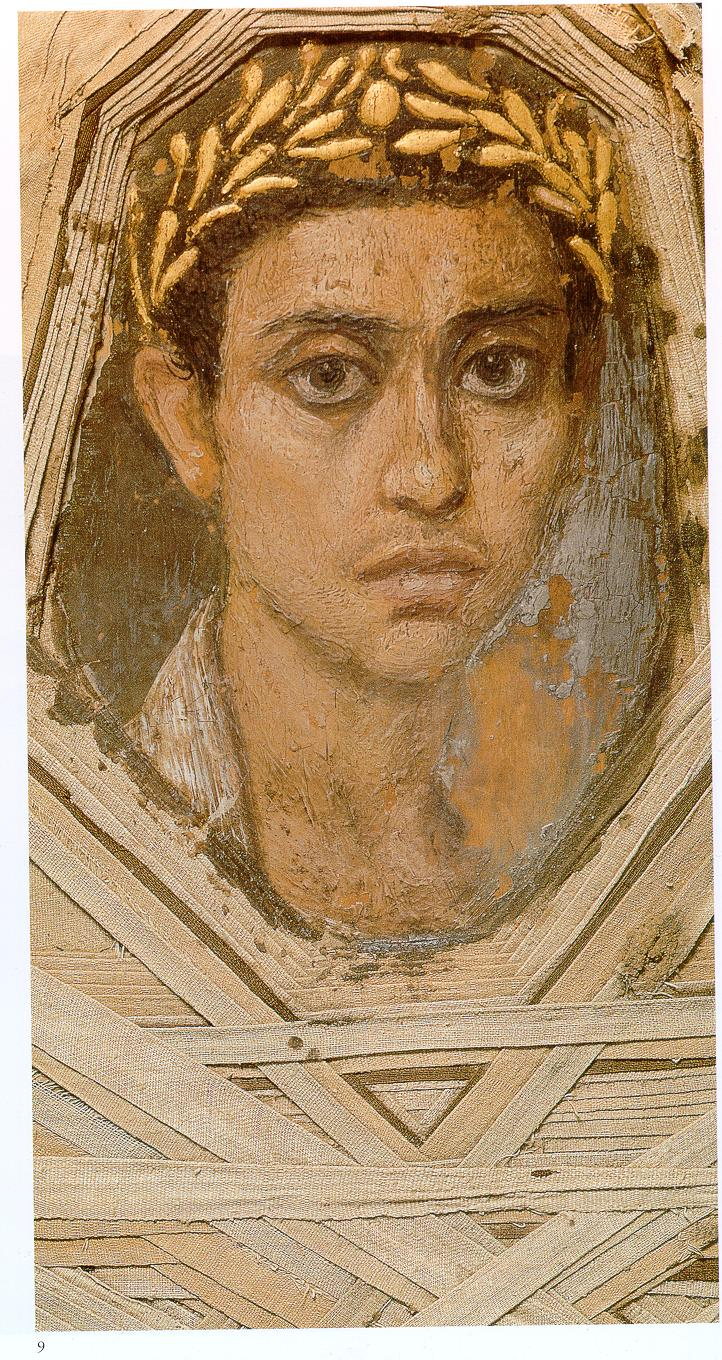
木乃伊包裹的肖像畫細節，1911年弗林德斯·皮特里發現。藏於大都會藝術博物館

與此同時，更多人開始參與到肖畫像的科學研究。 1887年，英國考古學家弗林德斯·皮特里開始在哈瓦拉進行挖掘。他找到一塊羅馬墓地，第一年就發現了81具肖像木乃伊。在某次倫敦的展覽上，這些肖像畫吸引了大批觀眾。隔年，皮特里繼續在同一地點進行挖掘，但遇到了德國和埃及藝術品商人的競爭。皮特里在1910/11年冬天回歸，又挖掘出70具肖像木乃伊，其中一些保存情況相當糟糕。 撇除極少數例外，皮特里的研究仍是迄今為止唯一有系統地挖掘木乃伊肖像並妥善公開的例子。 儘管發表的研究並不全然符合現代標準，但在尋找肖像木乃伊上仍是最重要的原始資料。

### 19世纪末和20世纪初的收藏家
1892年，德國考古學家馮·考夫曼（von Kaufmann）發現了所謂的「艾琳墓」，裡面有現在相當著名三幅木乃伊肖像。 這類發現的其他重要來源是安提諾波利斯和艾赫米姆。法國考古學家阿爾伯特·加耶（Albert Gayet）曾在安提諾波利斯城（Antinoöpolis）工作並發現了許多相關材料，但他的工作成果與眾多同代人一樣，並不符合現代標準。他的檔案不完整，許多發現都沒有脈絡可循。

### 博物馆
現代世界上所有重要的考古博物館都有木乃伊肖像的展覽，大多有將精美典範展出，尤其是大英博物馆、蘇格蘭國立博物館、紐約大都會藝術博物館和巴黎羅浮宫。由於它們的發掘方式大多不適當也不專業，因此幾乎毫無考古背景，這一事實不斷壓低其考古及文化歷史的資訊品質。因此，它們的總體意義和具體解釋仍然存在爭議。 

## 材料和技术
大多數圖像是單一人物的正式肖像，面向並看向觀眾，角度通常是從全臉略微轉向。這些人物以半身像的形式出現在單色的背景下，在某些情況下背景會帶有裝飾。這些人有男有女，年齡從童年到老年不等。

### 著色面

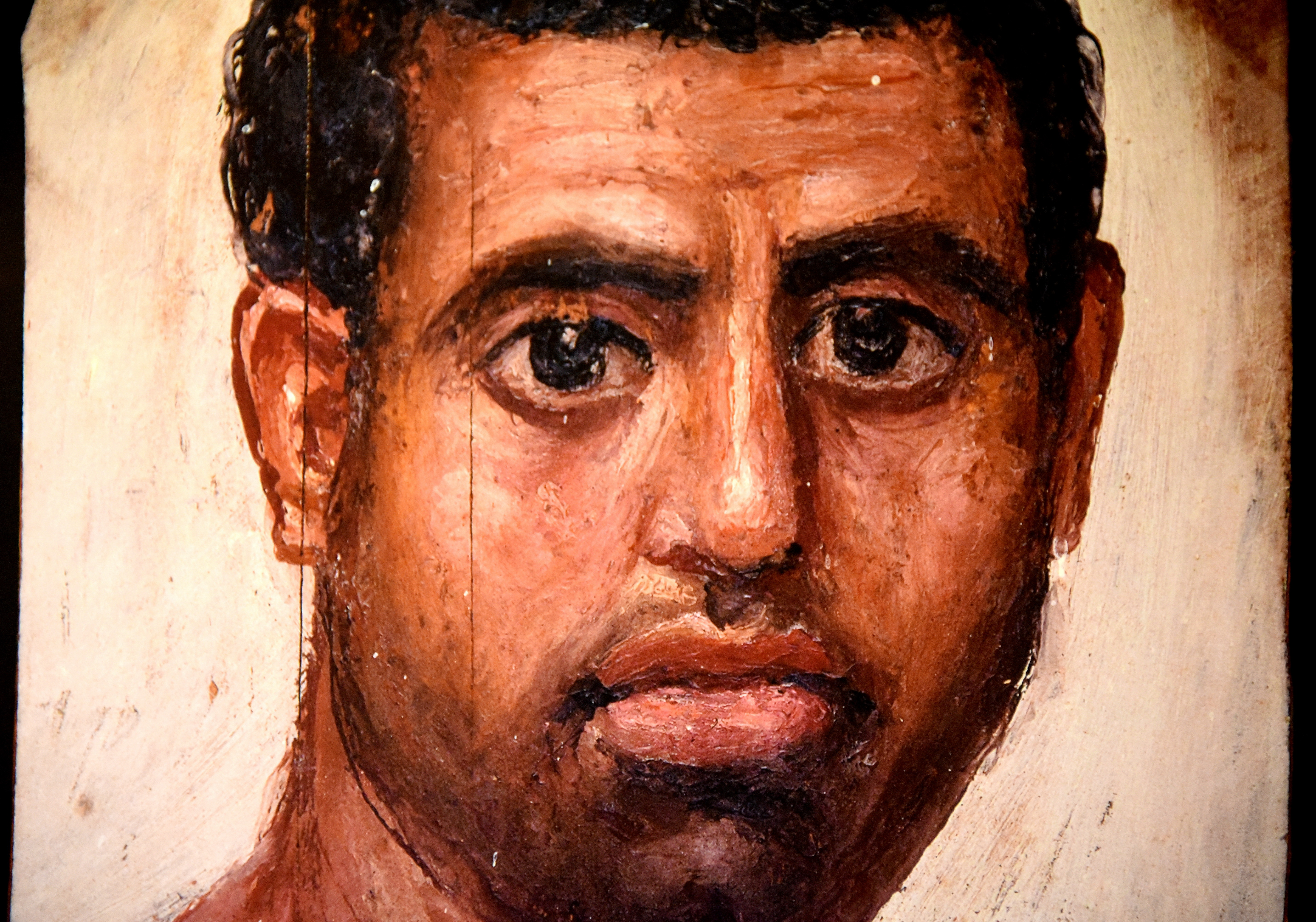
一名男子的法尤姆木乃伊肖像。椴木上的蠟畫，公元 80-100 年。大英博物館
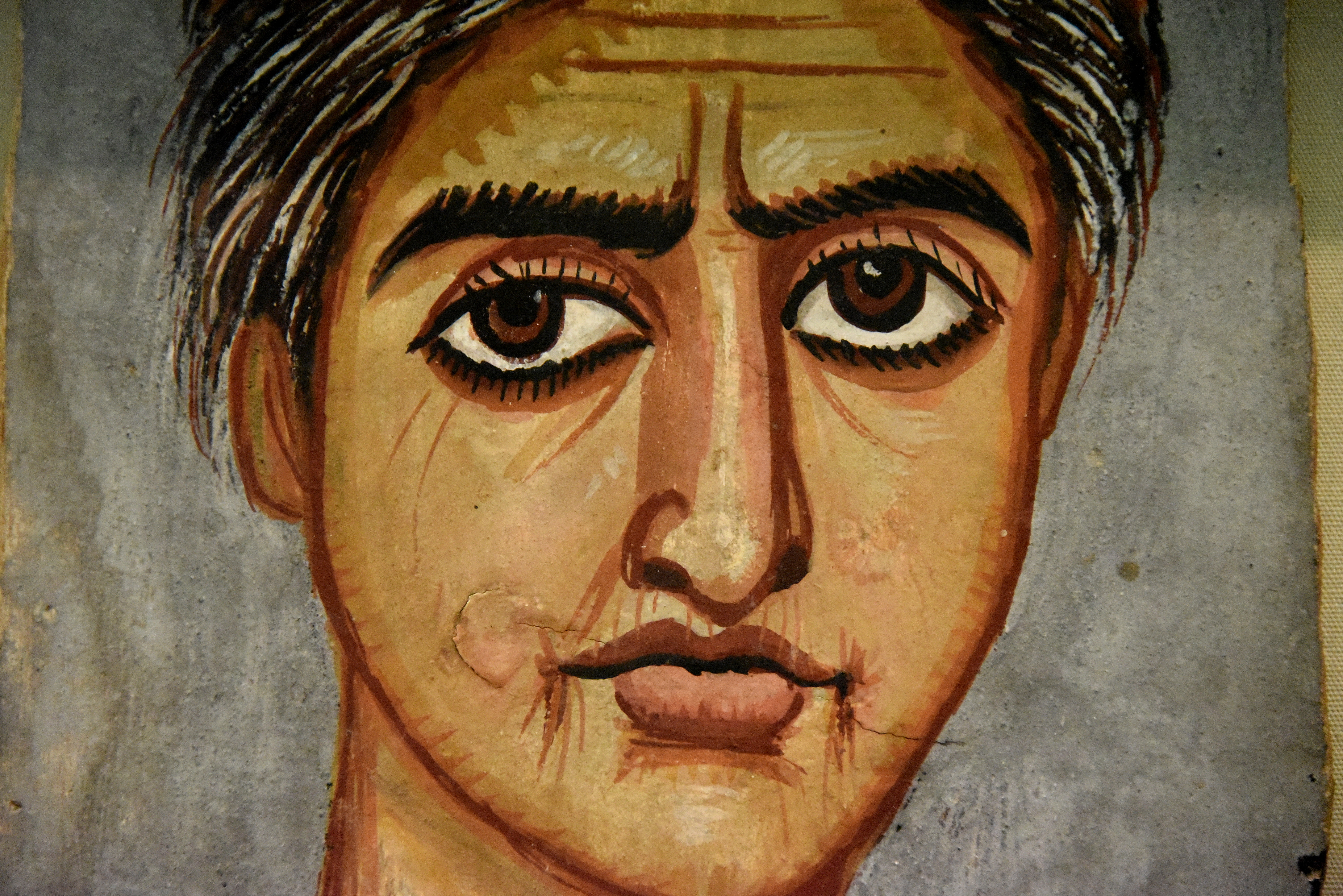
埃及哈瓦拉婦女的法尤姆木乃伊肖像，木板上的蛋彩畫，公元 300-325 年，大英博物館

大多數保存完好的木乃伊肖像是繪製於木板上，由各種的進口硬木製成，包括橡樹、椴樹、岩槭、雪松、柏樹、榕樹和柑橘。 木頭被切成薄薄的長方形板，使其變得光滑。完成的木板被鑲嵌在包裹屍體的層層纏布中，並以布帶包圍環繞，給人一種窗戶般的效果，讓人彷彿看到死者的臉龐。肖像畫有時會直接畫在裹著木乃伊的布帶或碎布上。（泥紙畫）。

### 繪畫技法
木質表面有時會塗上一層灰泥打底，方便上色。 在某些情況下，打底層會顯示出草圖。 採用的繪畫技法有兩種：蠟畫和動物膠蛋彩畫。 蠟畫尤其引人注目，由於其色彩生動豐富，筆觸較大，產生了一種「印象派」效果。蛋彩畫則有著更精細的色調漸層，顏色比較柔和，畫面更為內斂。在某些情况下會以金箔來描繪珠寶和花環，此外也有一些混合技法或衍生自主要技法的變化。
法尤姆肖像畫揭示了廣泛的繪畫專業知識和技能，呈現出逼真的外觀。肖像畫的自然主義往往體現在對解剖結構的瞭解，以及在塑造形體時巧妙的光影運用上，這使得大多數人物看起來有了立體感。分層的皮膚色調透過陰影和高光得到加強，顯示出定向照明的特點。

## 繪畫的主題和社會背景

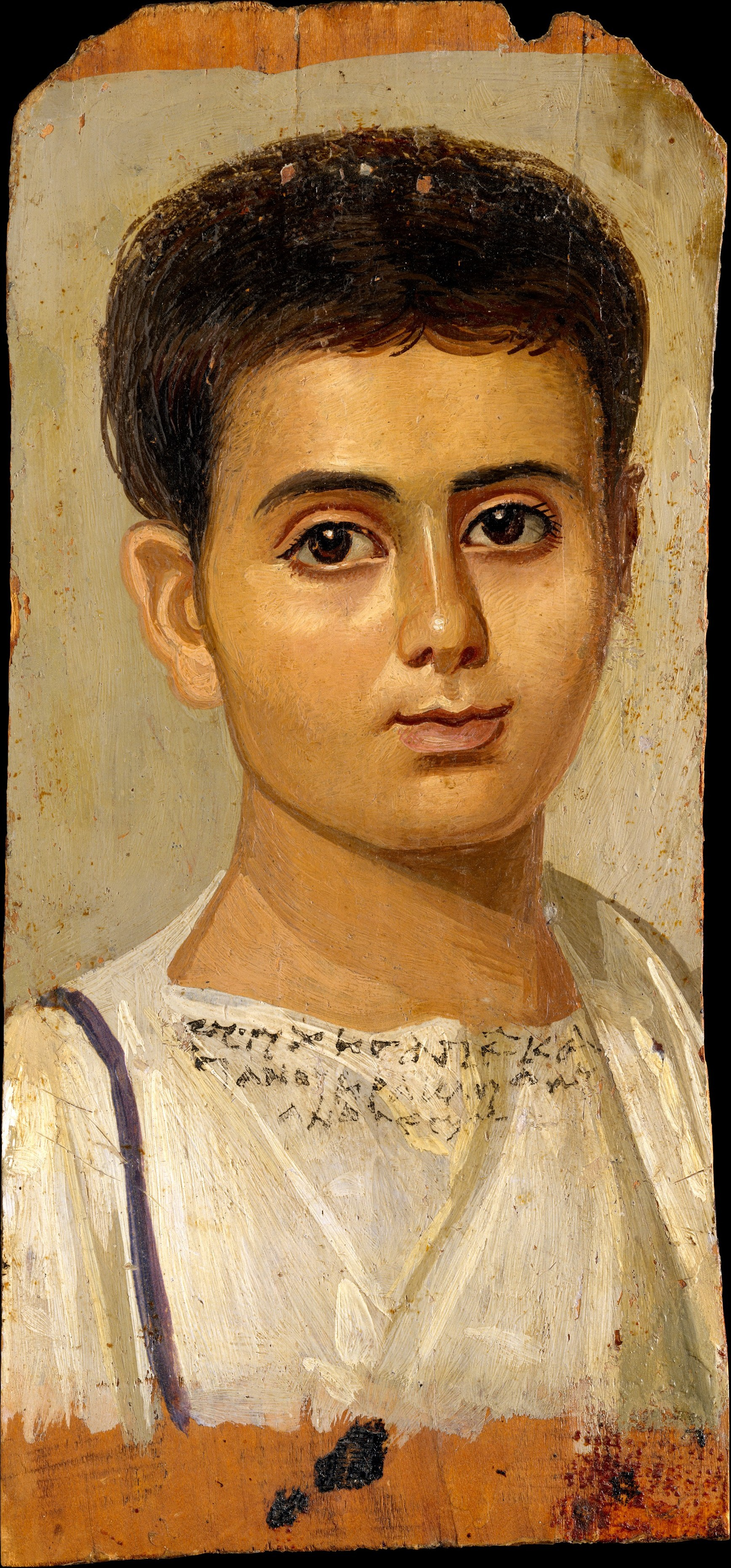
男孩的画像[11]，根據刻印文字確定該男孩為歐迪奇（Eutyches），大都會藝術博物館
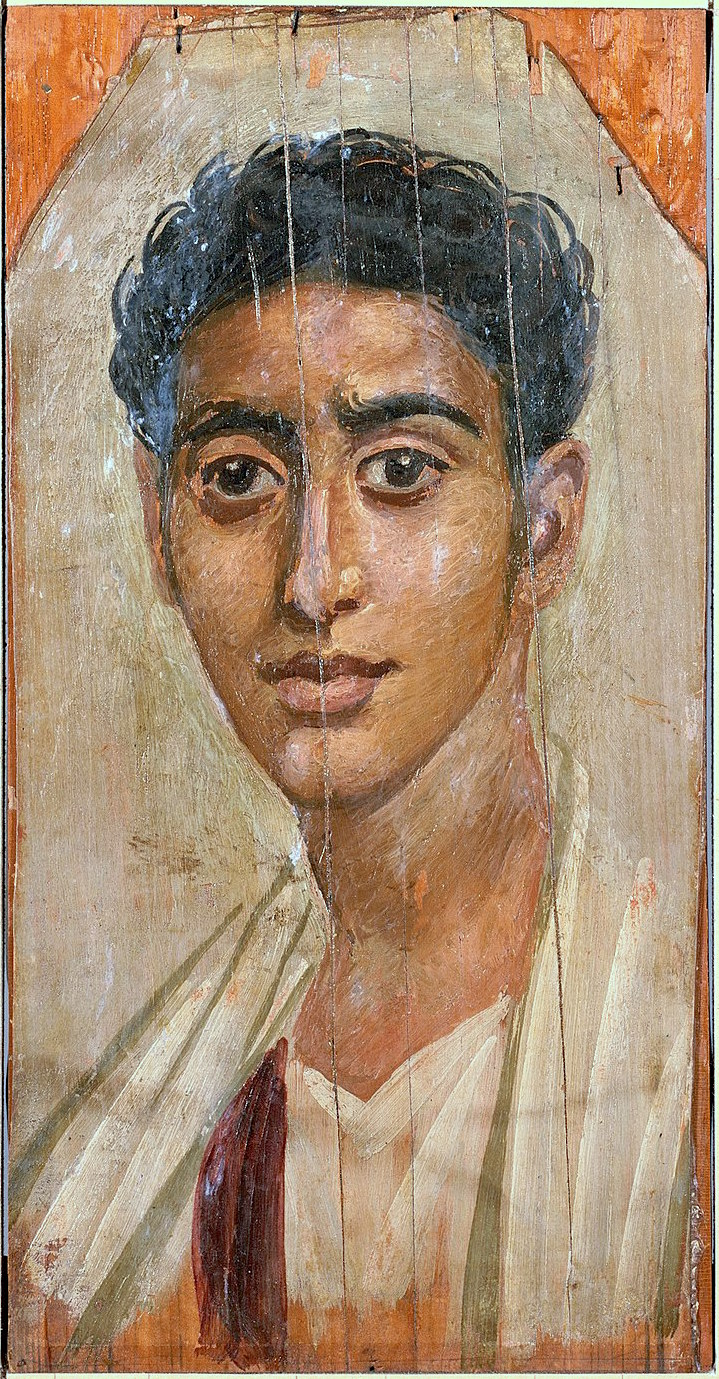
公元1世纪後期的肖像。巴爾的摩沃爾特斯藝術博物館（英语：Walters Art Museum）。
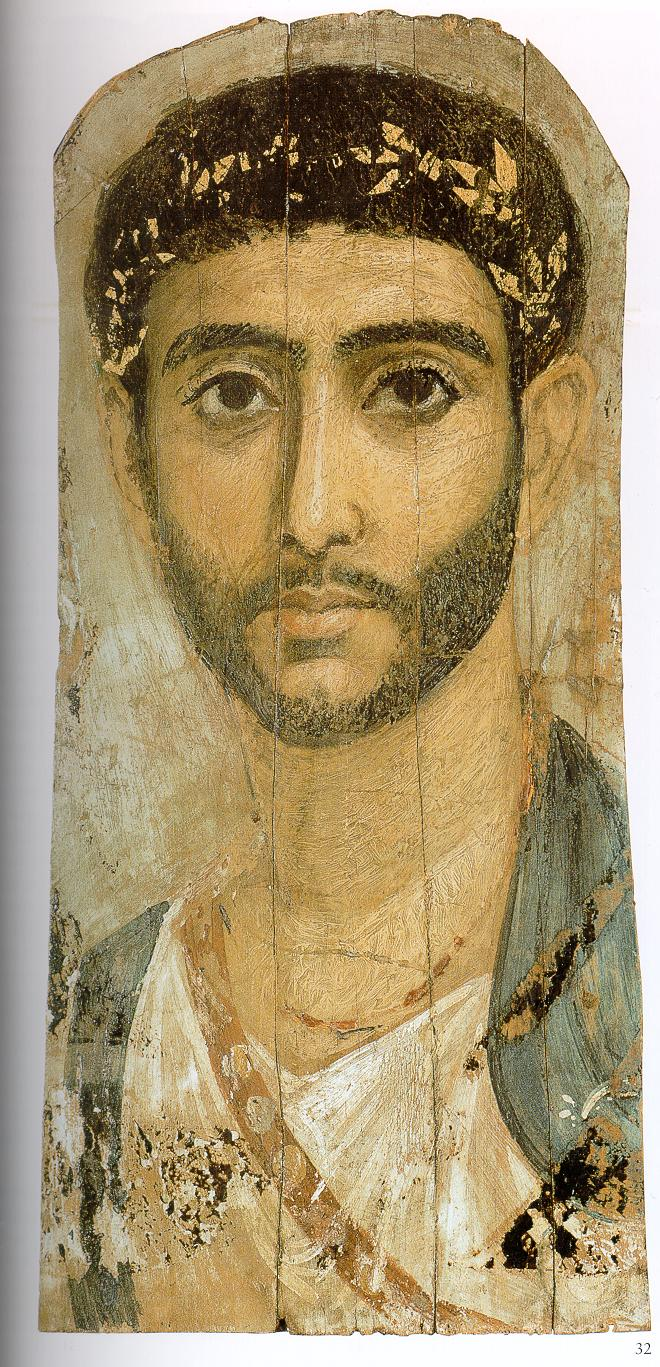
帶著劍帶的男人，大英博物馆。

### 法尤姆人
根據保守估計，埃及在希臘羅馬統治下有幾個希臘民定居地，大多集中在亞歷山大港，但也有一些其他城市，希臘定居者與大約700萬至1000萬的本土埃及人生活在一塊，或者可能雙方加起來總共有300萬至500萬人。法尤姆最早的希臘居民是退伍軍人和神職人員（精英軍官），他們被托勒密國王安置在這個屯墾地。本土埃及也從全國各地，特別是尼羅河三角洲、上埃及、俄克喜林庫斯和孟菲斯來到法尤姆定居，從事土地開墾，從個人姓名、地方崇拜和復原的莎草紙可證明這一點。據估計，在托勒密時期，多達30%的法尤姆人是希臘人，其餘的則是土生土長的埃及人。到了羅馬時期，法尤姆的大部分「希臘」人口是由希臘化的埃及人或埃及與希臘的混血兒組成。後來，在羅馬時期，許多最初不是埃及人的羅馬軍隊老兵，他們來自不同文化背景，退伍後定居在此處，並與當地居民形成社會關系並通婚。
雖然他們普遍被認為代表了定居在埃及的希臘人，但 法尤姆的肖像反映了占主導地位的埃及文化與該市少數民族希臘的菁英文化有著複雜結合。根据沃克的说法，早期托勒密時期的希臘殖民者與當地婦女結婚，並接受了埃及的宗教信仰。到了羅馬時代，他們的後代被羅馬統治者視為埃及人，儘管他們仍視自己為希臘人。將羅馬時期的法尤姆木乃伊的牙齒形態與早期埃及人的牙齒形態進行比較之後，發現不像希臘人或其他歐洲人，而與古埃及人的牙齒形態「更相似」。
這些肖像既代表希臘人也代表當地埃及人，其中許多人採用了希臘或拉丁名字，然後視其為「地位象徵」。    一項DNA研究表明，前托勒密時期、托勒密時期和羅馬時期的埃及人口之間有著遺傳連續性，這說明外國統治對埃及人口在基因層級上造成的影響十分有限。

### 被描繪者的年齡分佈
大多數肖像描繪的是死者相對年輕時的樣貌，許多畫作描繪的對象是兒童。根據蘇珊·沃克的說法，學者通常認為蠟畫肖像是在生前完成並在家中展示，這是希臘藝術傳統的習俗，但電腦斷層掃描揭示了木乃伊和肖像之間所對應的年齡和性別關係。鑑於對法尤姆木乃伊的電腦斷層掃描，加上羅馬的人口普查報告，反映了當時平均壽命短的證據，使得肖像是於生前放在家中展示的觀點不再被廣泛接受。此外，有些肖像是直接畫在棺材上的；例如，畫在覆板或其他部位。

### 社會地位
畫像的贊助者顯然屬於富裕的上層階級，包括軍事人員、政府官員和神職人員。不是每個人都能負擔得起木乃伊肖像；許多木乃伊被發現時並沒有肖像。弗林德斯·皮特里說，在他發掘的木乃伊中，只有1%或2%的木乃伊有裝飾肖像。木乃伊肖像的價格沒有流傳下來，但可以推論材料成本會高於勞動成本，因為在古代，畫家是作為匠人而不是像藝術家一樣受重視。就這一點而言，「艾琳墓」的情況很有趣，它包含四具木乃伊：艾琳、兩個孩子和她丈夫。丈夫與艾琳和孩子不同，並未裝配肖像，而是裝配鍍金的立體面具，也許石膏製的面具是在經濟能力許可下的首選。
根據文學、考古和遺傳學研究，被描繪的人似乎是本土埃及人，他們採用了佔主導地位的希臘羅馬文化。從刻印文字中可以知道一些被描繪的人的名字；他們主要是希臘人。
髮型和服裝總是受到羅馬時尚的影響。婦女和兒童經常被描繪成戴著貴重的裝飾品和精美的穿搭，男人經常穿著特定、精心製作的服飾。希臘人名的刻印文字比較常見，有時還包括職業。但不確定這種刻印文字是否總是反映現實，還是可能有陳述理想狀況或願望的狀況。已知有刻印文字明確指出了死者職業（一個船主）而且是正確的。一位叫赫敏的女人的木乃伊也包括了grammatike（γραμματική）這個詞。因此，長期以來人們認為這表明她的職業是一名教師（為此，弗林德斯·皮特里將這幅肖像捐贈給劍橋大學格頓學院，這是英國第一所寄宿制女子學院），但今天，人們認為這個詞只是表明她的教育水準。一些男子的肖像畫出了劍帶甚至是劍柄，這表明他們是羅馬軍隊的成員。

## 文化歷史背景

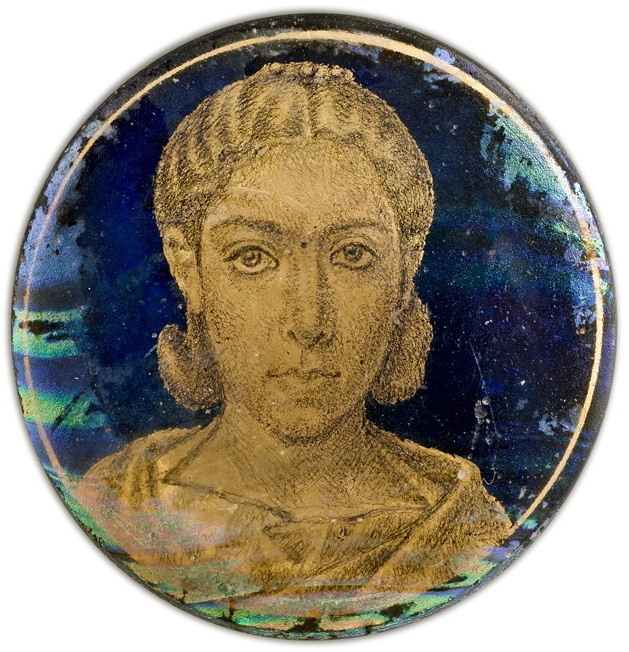
一名婦女的黃金玻璃微型肖像，可能是出自於3世紀，這屬於這類肖像中的一小部分，其中某一些可能是在亞歷山大港製作

### 埋葬習慣的改變
托勒密時代的埃及人的埋葬習慣大多遵循古老的傳統。上層階級成員的屍體被製成木乃伊，配備一個裝飾過的棺材和一個覆蓋頭部的木乃伊面具。當時進入埃及的希臘人大多遵循他們自己的習慣。來自亞歷山大港和其它遺址的證據表明，他們實行的是希臘的火葬傳統。這大致反映了希臘化埃及的概況，除了其統治者宣稱自己是法老之外，他們完全生活在希臘化的世界裡，只融入了極少的當地元素。與此相反的是，雖然埃及人對自亞歷山大征服以來一直主導著東地中海希臘-希臘化文化也遲遲不感興趣，但這種情況隨著羅馬人的到來發生重大變化，所有的埃及元素在幾代內從日常生活中消失。像卡拉尼斯（Karanis）或俄克喜林庫斯這樣主要是希臘羅馬的地方，有明確的證據表明，這是由羅馬埃及的統治階級中不同種族混合所致。

### 宗教連續性
只有在宗教領域才有埃及傳統延續的證據。最後的埃及神廟建於2世紀。在埋葬習慣方面，埃及和希臘元素相混合，棺材的埋葬習慣越來越不流行，並在2世紀之前完全廢止。相比之下，木乃伊化似乎已經在大部分的人口實行。木乃伊面具最初是埃及人的概念，後來風格越來越希臘羅馬化，埃及主題也日益少見。在埃及喪葬儀式中採用羅馬的肖像畫就是在此一大背景之下的應用。

### 與羅馬葬禮面具的關聯
一些作者認為，羅馬貴族會在房屋的中庭（atrium）展示其祖先形象，這種肖像想法可能與羅馬貴族的習俗有關。在葬禮遊行中會由專業的送葬者佩戴這些蠟製面具，以強調顯赫家族的血統延續，但最初也許代表的是更深入地回想死者的存在。在如羅馬祖靈節（Parentalia）等羅馬節慶，以及日常的家庭儀式培養祖先的精神（參見祖先崇拜）。木乃伊肖像的發展可能代表了埃及和羅馬殯葬習俗的結合，因為它是在埃及被確立為羅馬行省之後才出現。

### 沙龍畫
這些圖像描繪了男人、女人和兒童的頭像或半身像。它們大概可以追溯到公元前30年到公元3世紀。在現代人看來，這些肖像畫顯得高度個人主義。因此，很長一段時間以來，人們一直認為它們是在受畫者生前製作的，並在屋內以「沙龍畫」的形式展示，待其往生後才放到木乃伊的纏布上。然而根據較新的研究表明，這些畫是在受畫者死後才被繪製出來，這一觀點可能與多幅部分標本上的繪畫以及其他標本上特定細節的變化（建議的）相矛盾。那些被受畫者的個人主義實際上是在一個基本不變的整體體系中，透過一些具體細節的變化而產生的。描繪死者的習慣並不是一個新習慣，但這種畫逐漸取代了早期的埃及面具，不過後者仍持續使用了一段時間， 也經常直接出現在肖像木乃伊附近，有時甚至在同一個墳墓裡。

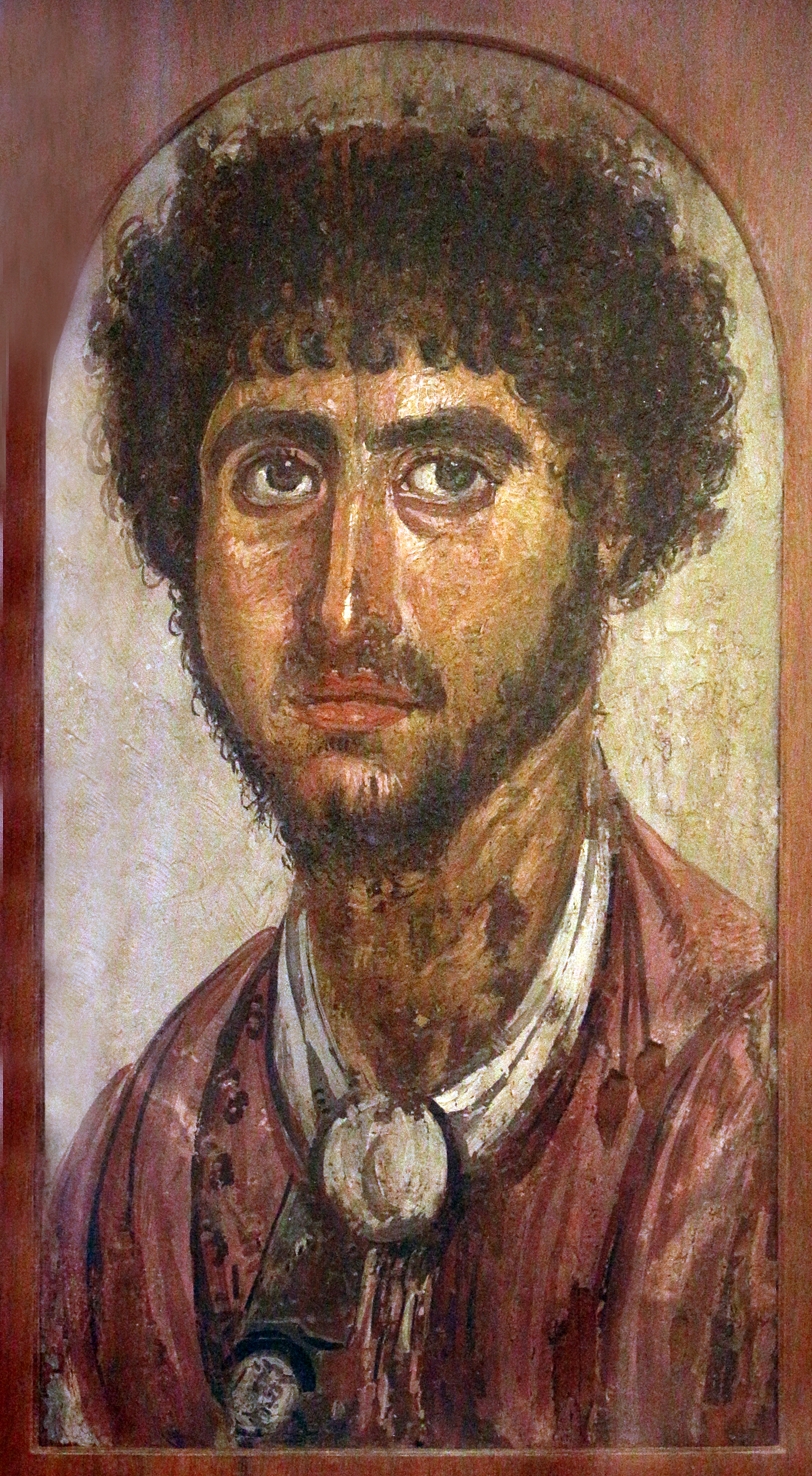
法尤姆人的木乃伊肖像，公元1世纪，芝加哥大學東方研究所
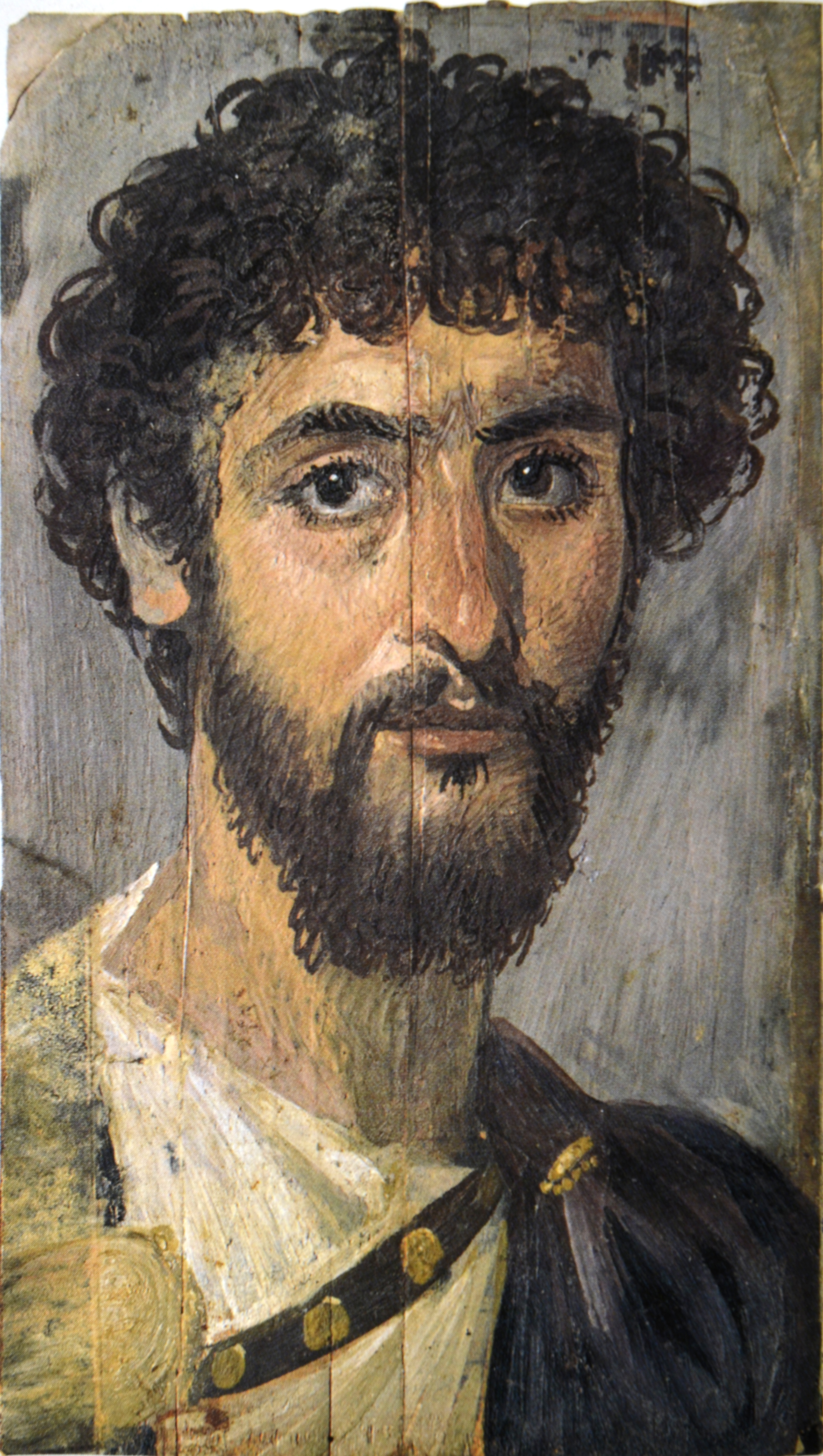
法尤姆男性肖像，2世紀中葉，伊頓公學邁爾斯收藏。
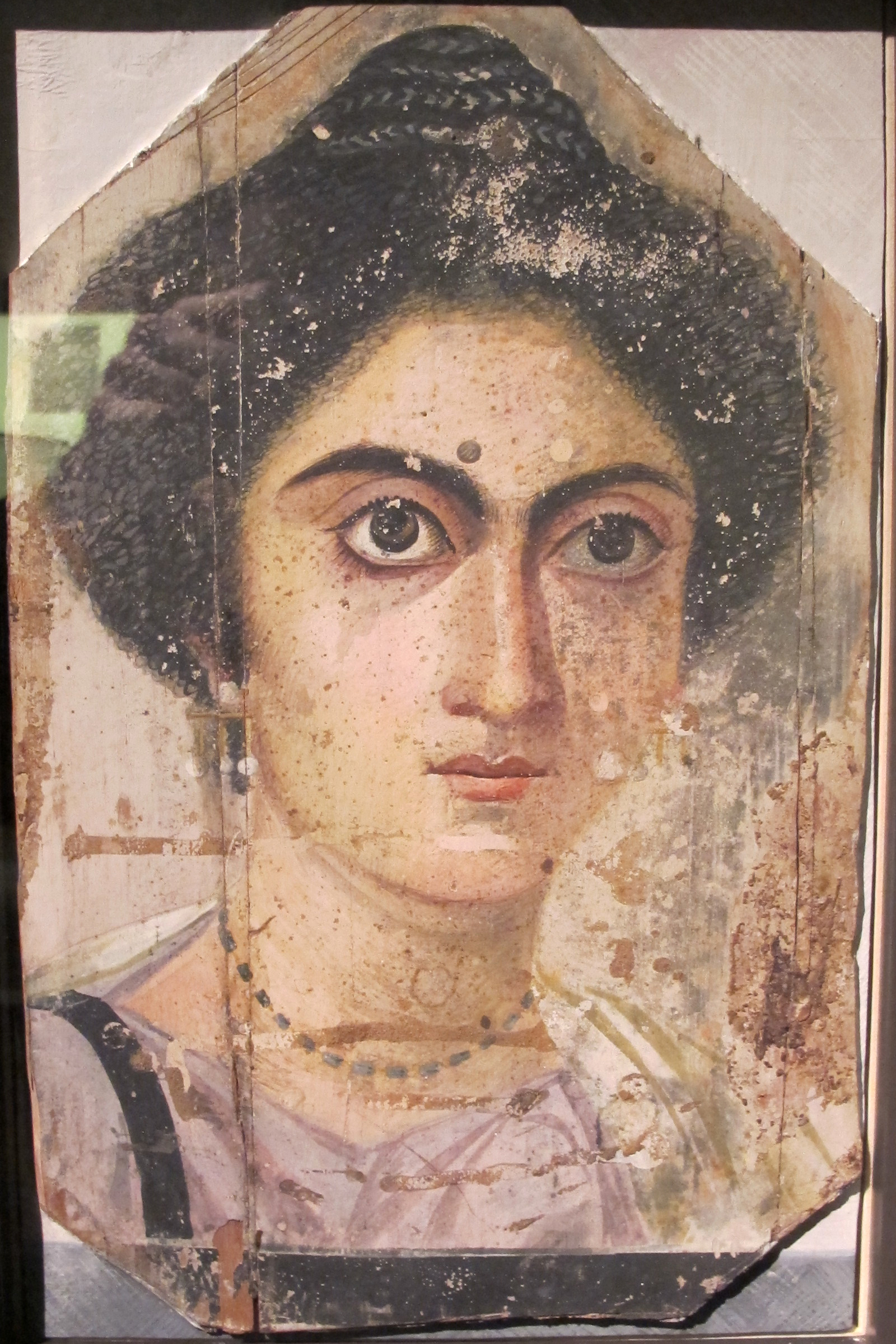
法尤姆女性肖像，4 世纪，國家考古博物館，佛羅倫斯
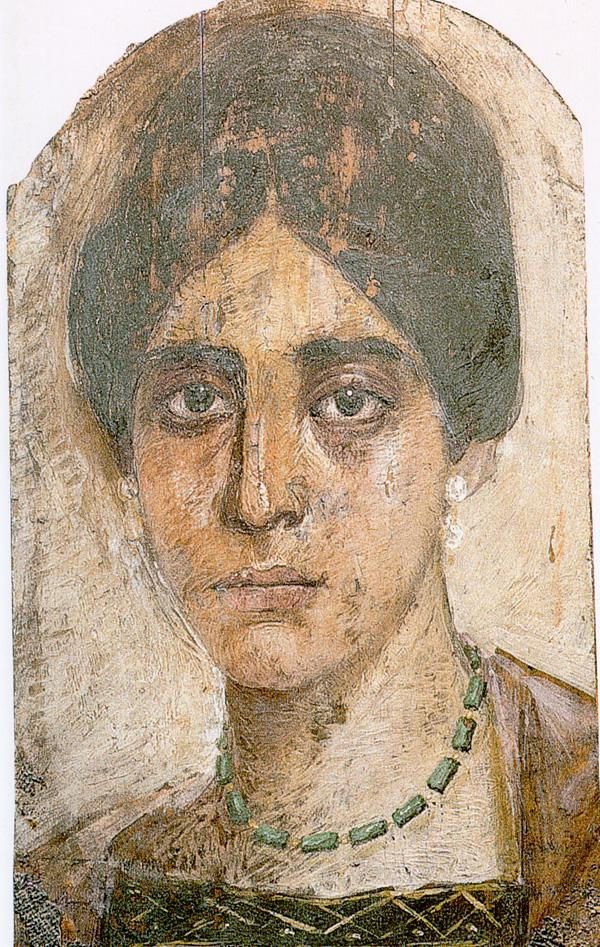
法尤姆女性肖像，2 世纪，曼徹斯特大學博物館

### 風格
這種自然主義的希臘死者肖像畫與埃及形式的神明、符號和框架的結合，是源自羅馬時代埃及的鄉野喪葬藝術的主要現象。 然而，埃及和希臘圖案形式的結合並不侷限於葬禮藝術：托勒密王朝和羅馬皇帝的肖像公開且高度可見，將為統治者的希臘或羅馬形象而發展的肖像手法，透過埃及國王和王后的服飾和姿勢移植到埃及雕像上。 希臘和埃及元素的可能組合可透過在形式和內容之間施加一種（有點人為的）區分來闡明，其中「形式」被視為表徵體系，「內容」被視為所描繪的符號、概念或人物。

## 與其他喪葬習慣共存
迄今為止，木乃伊肖像的宗教意義尚未得到充分解釋，也沒有發現相關的墓葬儀式。有跡象表明，它是從真正的埃及葬禮發展而來的，並受到多元文化的統治階級調整。 木乃伊肖像的傳統發生在三角洲到努比亞，但令人驚訝的是，除了法尤姆（尤其是哈瓦拉和阿赫米姆）和安提諾波利斯以外的所有地點，其他葬禮習慣都比肖像木乃伊更為流行。在大多數遺址中，不同形式的墓葬並存。墓型的選擇可能在很大程度上取決於死者的經濟能力和地位，並根據當地習俗進行修改。在岩石墓葬和獨立建造的墳墓群中以及淺坑中都發現了肖像木乃伊。令人驚訝的是，除了偶爾有些陶器或花束之外，它們幾乎從未伴隨著任何墓葬。 

## 木乃伊肖像畫傳統的终结

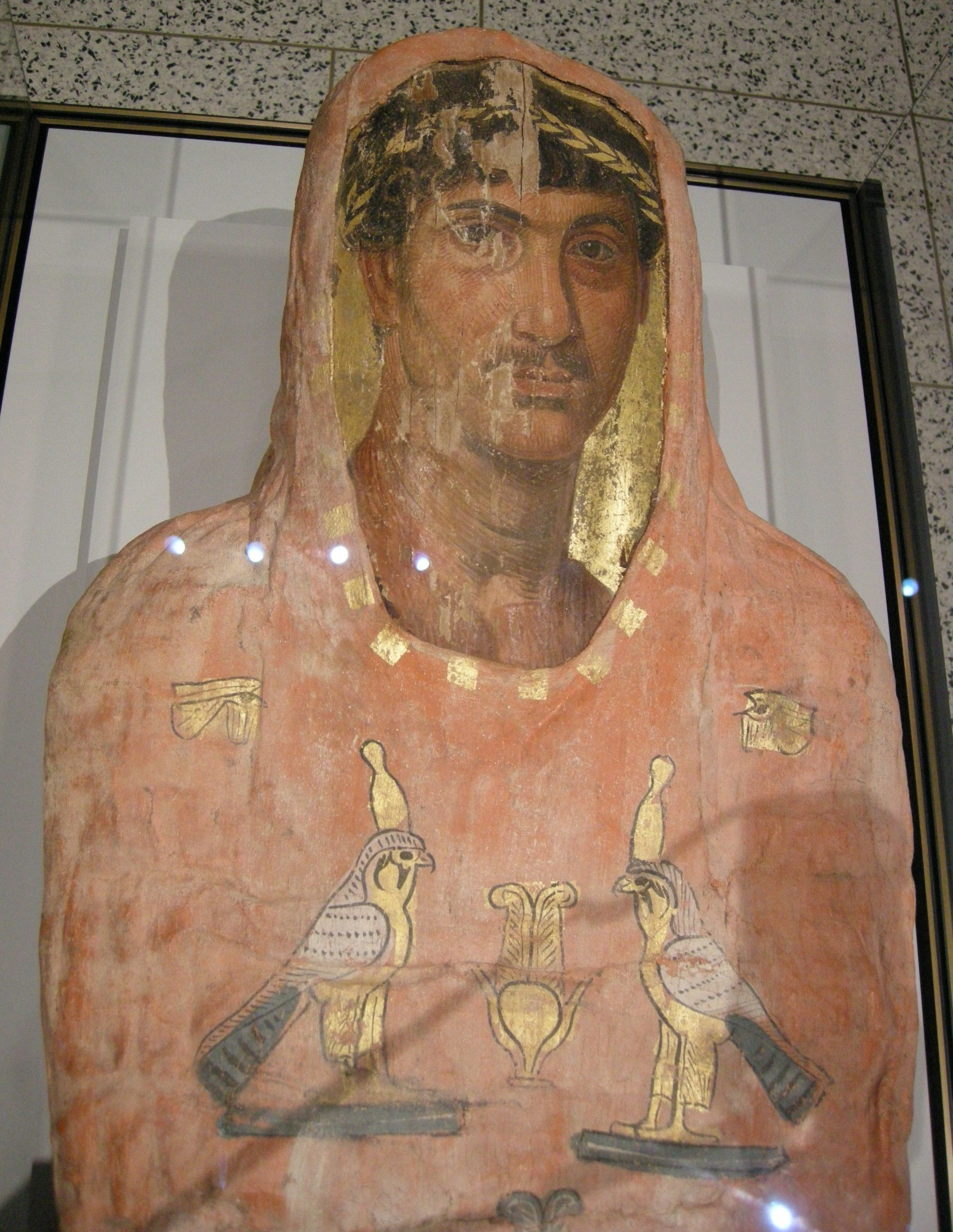
法尤姆木乃伊肖像，一个名叫赫拉克雷德斯的人，公元 50-100 年，蓋蒂別墅
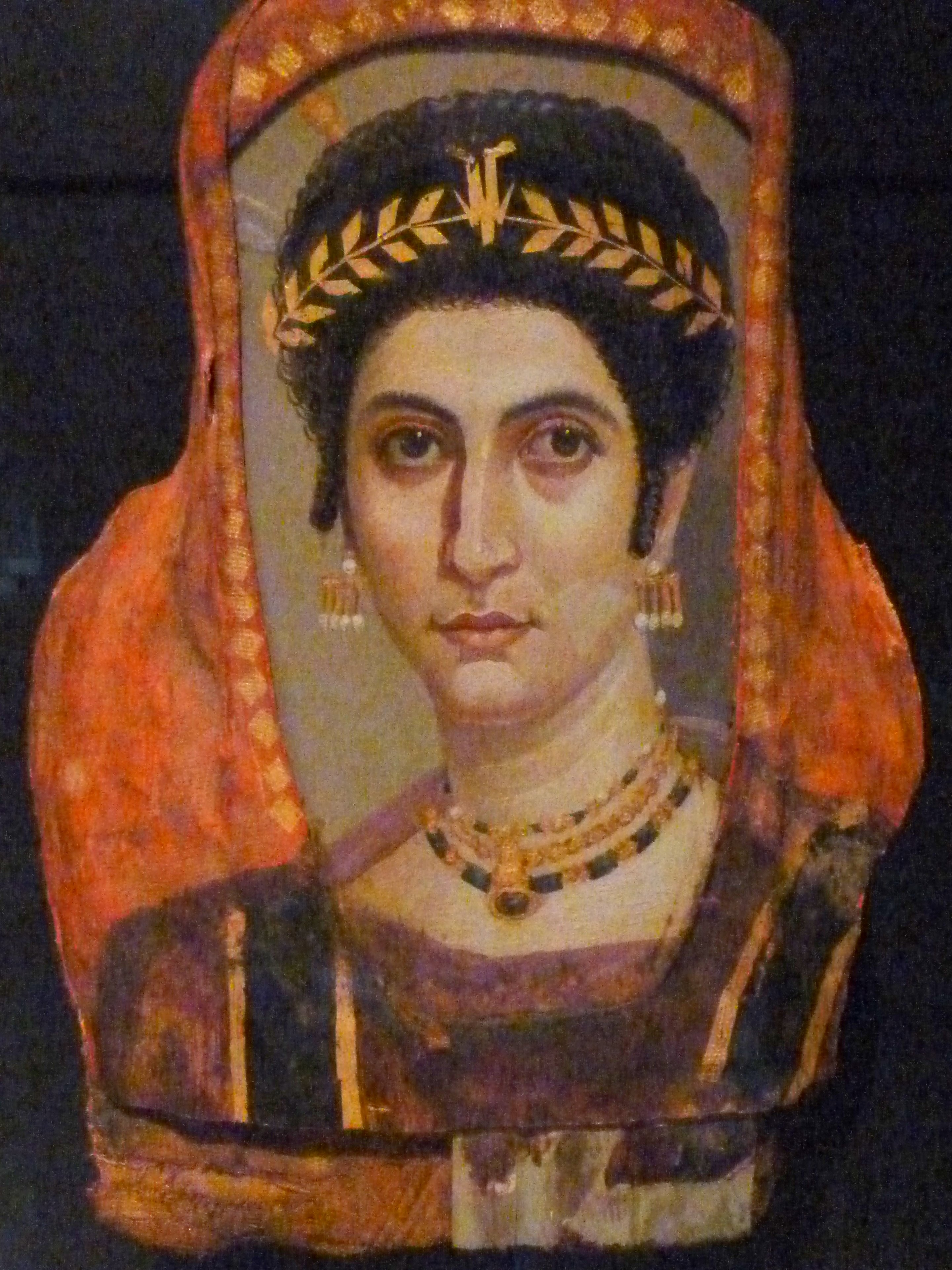
來自安居戎波利斯（Ankyronpolis）的一位名叫 Isidora 的女人的肖像，公元 100-110 年，蓋蒂別墅
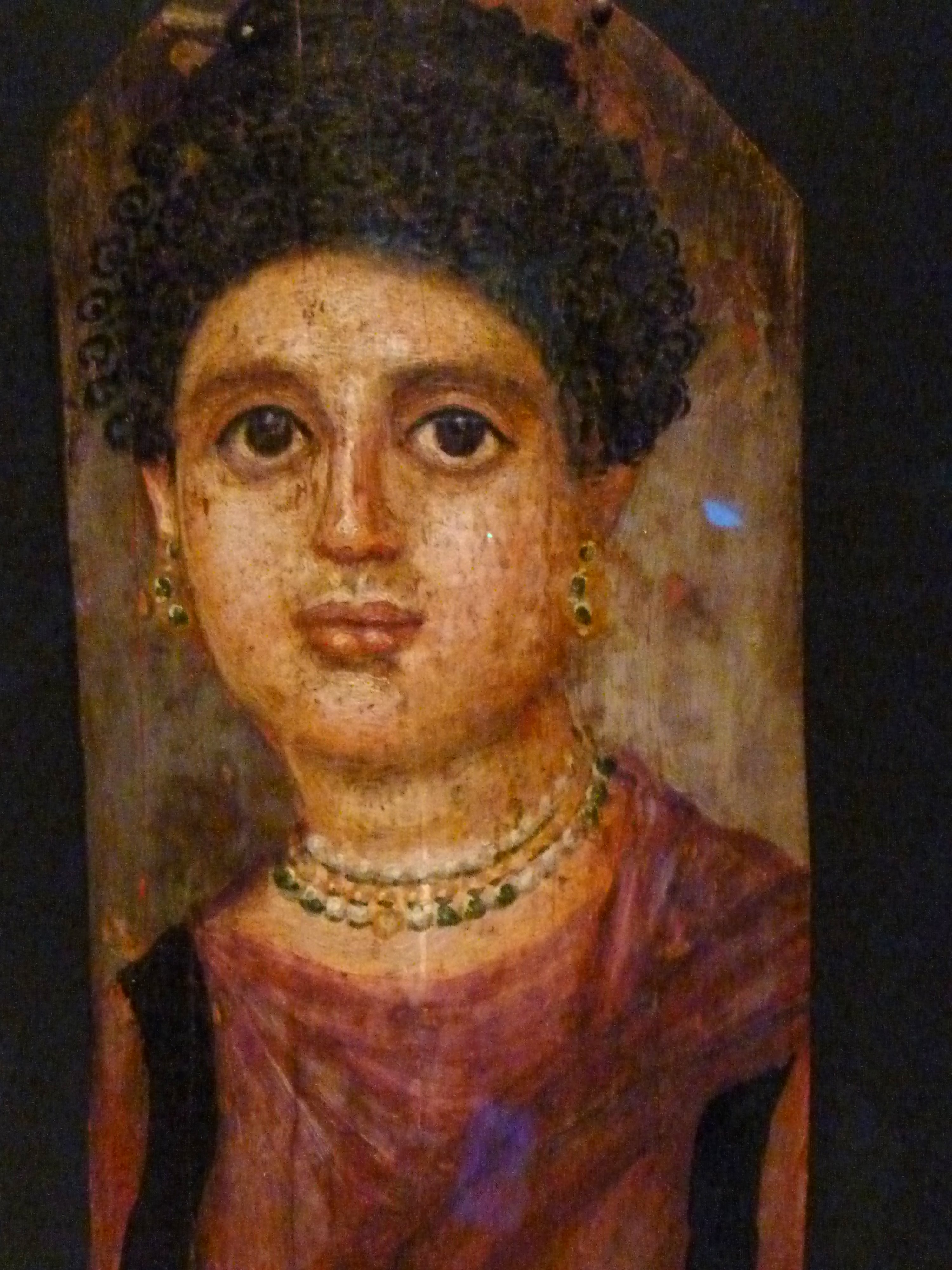
來自哈瓦拉（英语：哈瓦拉）的法尤姆女子肖像，公元 75-100 年，蓋蒂別墅
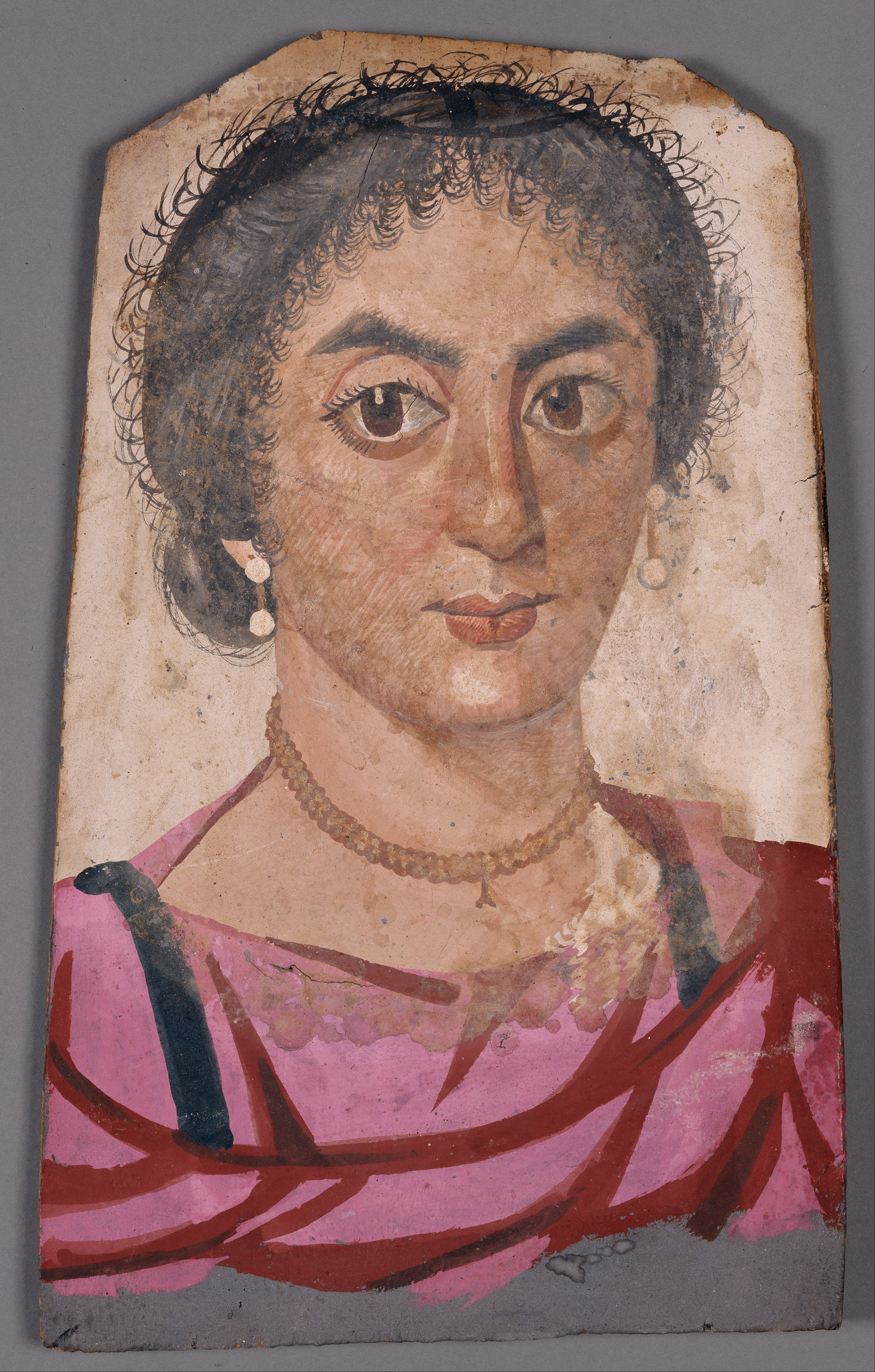
婦女木乃伊肖像，木板上的蛋彩畫，公元 170-200 年，蓋蒂別墅

有很長一段時間，人們認為最新的肖像畫出自4世紀末期，但近期的研究大大修正了這一觀點，表明最後一幅木製肖像屬於4世紀中期，最後的直接繪製的木乃伊纏布則屬於3世紀後半葉。人們普遍認為，肖像畫的產量自3世紀初以來已大幅減少。目前已提出了幾個造成木乃伊肖像沒落的原因
- 公元3世纪，羅馬帝國經歷了嚴重的經濟危機，嚴重限制了上層階級的財務能力。儘管他們仍不斷揮金如土以表示身分，但更偏好如遊戲和節日的公眾活動，而非製作肖像畫。然而，其他墳墓的表現元素，如石棺，確實持續存在。
- 與此同時也有宗教危機的跡象。這可能不像以前認為的那樣與基督教的興起密切相關。（早些時候有人提出肖像畫於4世紀結束的時間點與基督教在埃及的廣泛傳播一致，但基督教也從未禁止木乃伊製作。）羅馬帝國時期人們對埃及神廟的忽視日益明顯，普遍降低了對所有古代宗教的興趣。
- 安東尼努斯敕令 ，即授予所有自由臣民羅馬公民身份，改變了埃及的社會結構。各個城市首次實現了一定程度的自治。與此同時，行省的上層階級在構成和相互關係方面都發生了改變。

因此，幾個因素的結合似乎導致了時尚和儀式的變化，但無法斷言明確的因果關係。 
考慮到目前對肖像木乃伊的理解有限，未來的研究很可能會對這邊呈現的形象進行大幅修改。例如，有些學者懷疑，肖像木乃伊的製造中心以及它們所代表的獨特葬禮傳統的中心，可能位於亞歷山大港。 瑪麗娜·阿拉曼的新發現有力地支持這種觀點。 鑒於希臘和羅馬繪畫幾乎完全失傳，木乃伊肖像今日被認為是古代藝術中極為罕見的例子，可以被視為尤其是反映羅馬肖像畫的「偉大的畫作」。

## 木乃伊肖像是羅馬地方性時尚的資料來源

### 地方性時尚
木乃伊肖像描繪了各種不同的髮型，這是其中一種協助確認畫作年代的重要工具。大多數死者都被描繪成當時流行的髮型。它們經常與雕塑所描繪的髮型相似。這種雕塑作為羅馬政治宣傳的一部分，尤其是那些描繪皇室的雕塑，整個帝國都經常展出，因此對時尚的發展產生了直接影響。然而，木乃伊肖像以及其他發現表明，時尚在外部行省比在宮廷持續的時間更長，起碼可以說不同的風格是有可能並存的。

### 髮型

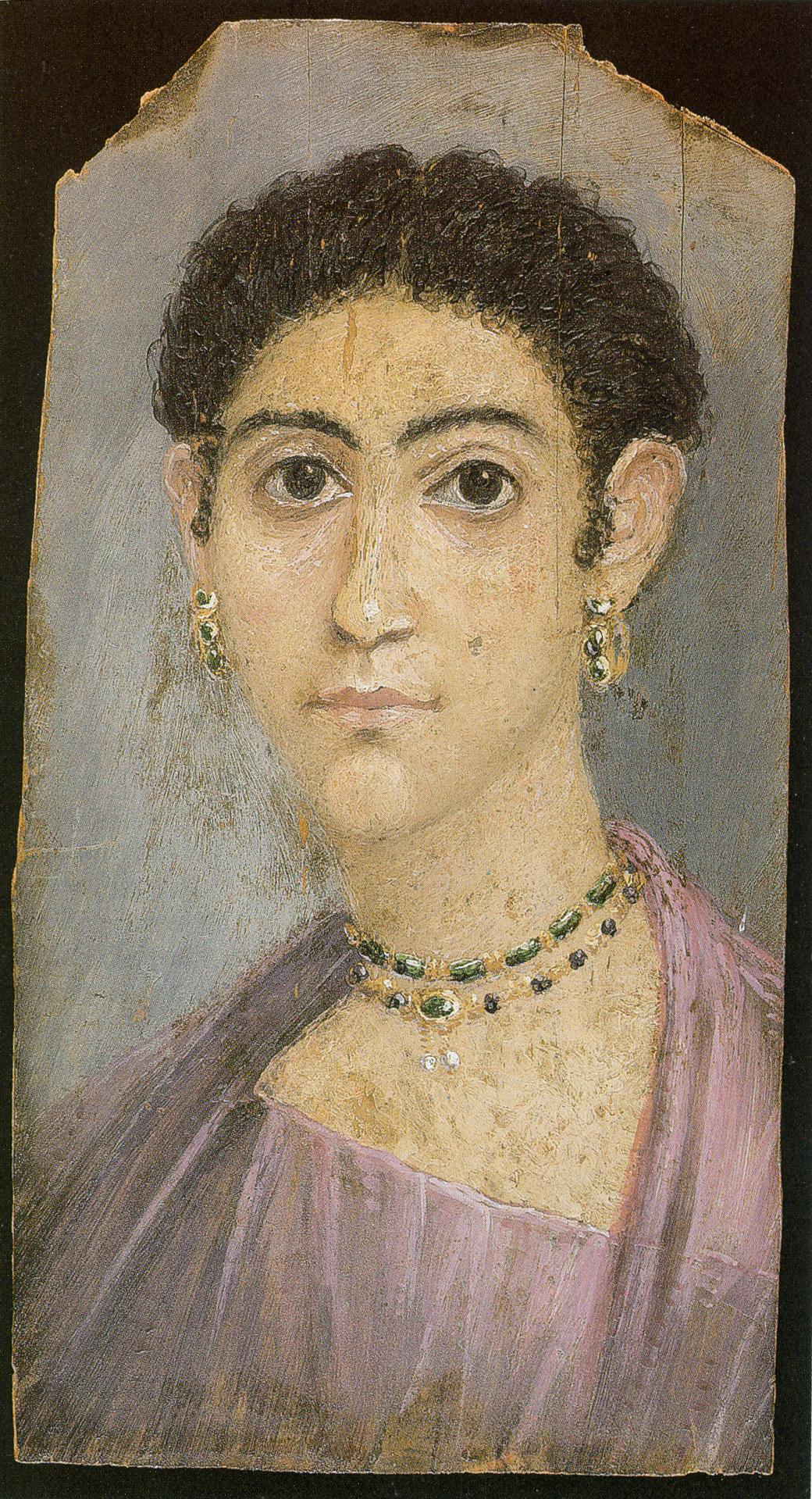
一位捲髮的女人，穿著紫羅蘭色的寬身長袍和披風，戴著吊墜耳環。大英博物館
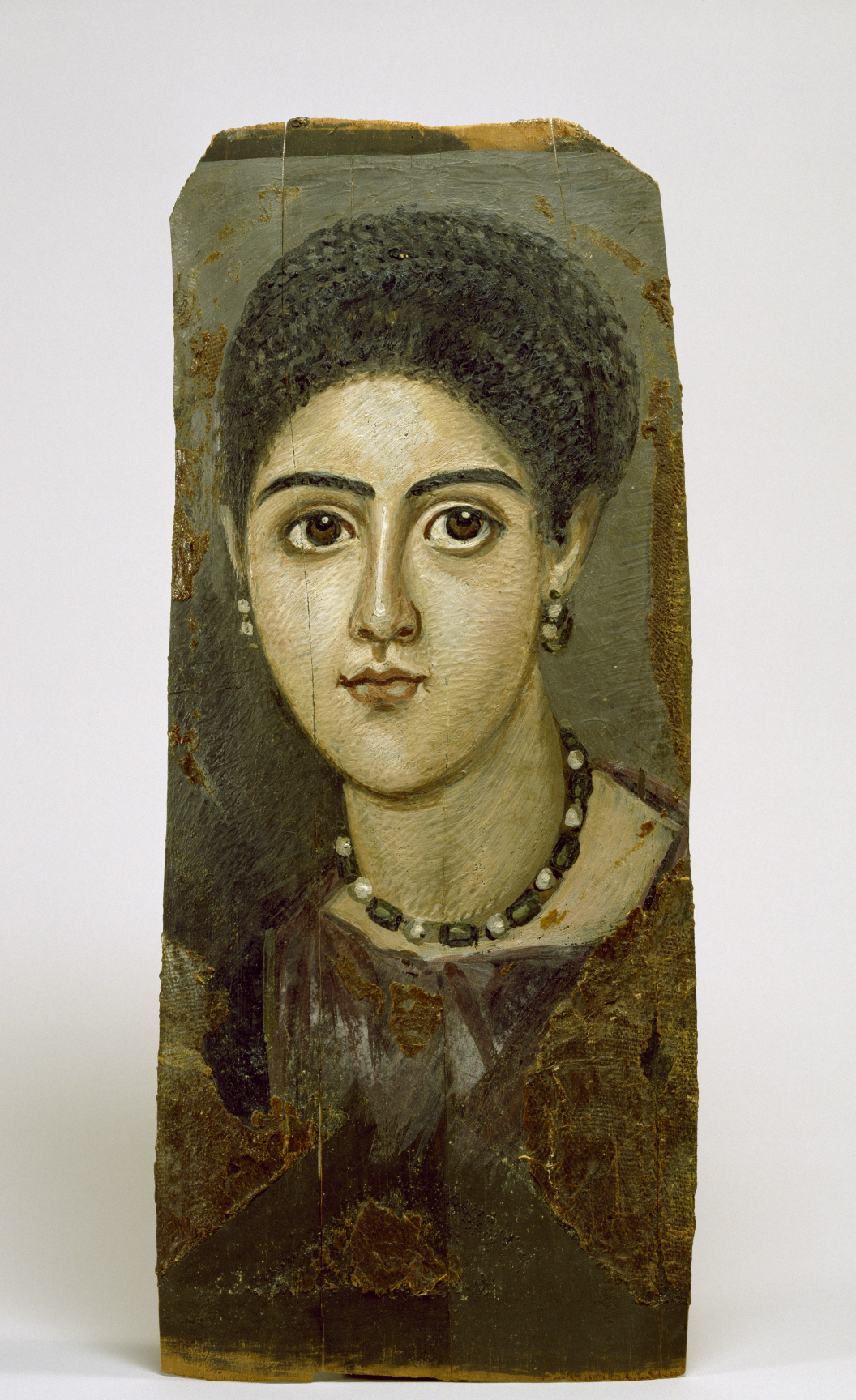
這位精英女性的辮子髮型使這幅畫可以追溯到圖拉真時代（公元 98-117 年）。沃爾特斯藝術博物館（英语：Walters Art Museum）
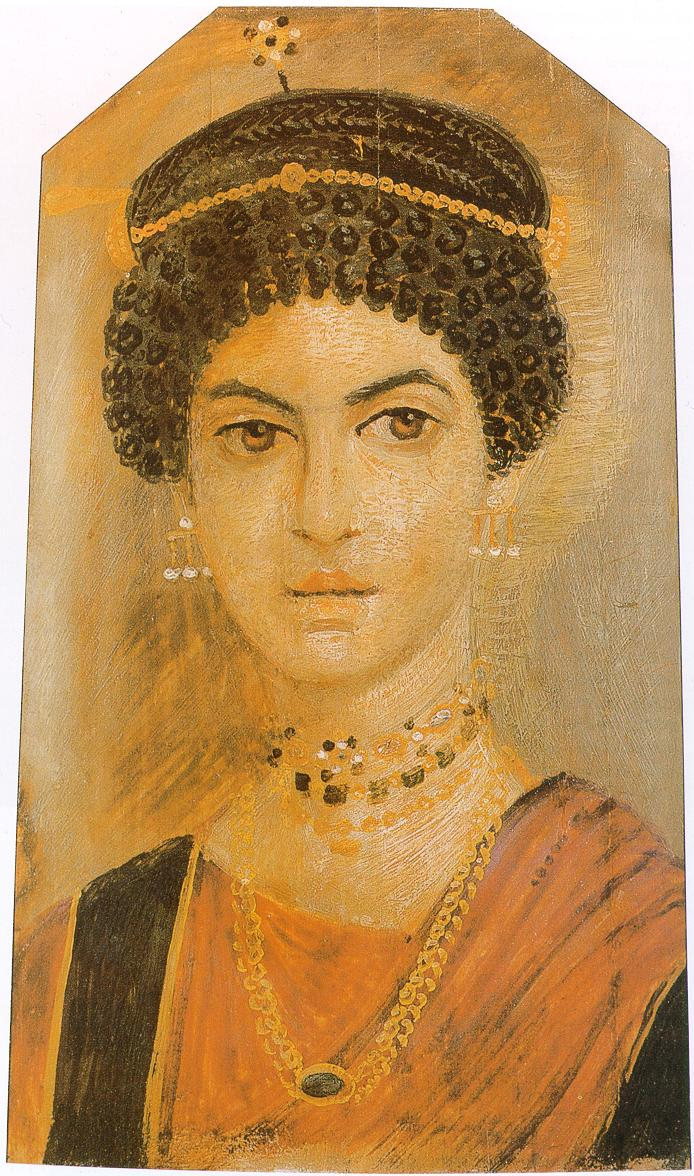
一位留著環狀髮型的女人，穿著橙色的寬身長袍，黑色的帶子和棒狀的耳環。蘇格蘭國立博物館

由於羅馬男子傾向於留短髮，女性髮型是更好的了解時尚變化的證據來源，而女性肖像畫給出了一個粗略的時間順序。提貝里烏斯時期的簡單中分髮型在1世紀晚期被更複雜的環狀髮型（ringlet ）、巢狀辮子和前額捲髮所取代。安東尼王朝時期，小的橢圓形巢狀辮子佔主導地位，簡單的中分髮型和脖子上的髮結出現在2世紀下半葉。塞普蒂米烏斯·塞維魯時期的特點是類似捲髮的蓬鬆風格以及嚴密的直髮風格，然後是頭頂上的環形辮子。最後一種出現最後階段的木乃伊肖像畫，而且只在少數木乃伊纏布上發現過。捲髮似乎在埃及特別流行。

### 穿著
男人和女人都傾向於穿薄薄的寬身長袍（chiton），上面披著披風，橫在肩上或像睡袍一樣纏繞在軀幹上。 與髮型一樣，服裝也遵循羅馬帝國的大眾時尚，並且在主題的服裝上通常帶有裝飾線「clavi」。 大多數裝飾線是深色的，有些則看起來是鮮紅色甚至金色。 雖然彩繪的木乃伊肖像都帶有傳統的羅馬裝飾線條，但沒有一幅肖像被明確地描繪過羅馬公民身份的關鍵象徵「托加長袍」（toga）。 然而，應該記住，希臘斗篷和托加長袍在1世紀和2世紀初的描繪中非常相似，但是在2世紀後期和3世紀末的時候應該是可辨別出托加長袍，卻沒有發生。

### 珠寶
除了許多男性佩戴的金花環外，只有女性佩戴珠寶。這大致上符合希臘羅馬東部常見的珠寶類型。尤其是安提諾波利斯的肖像畫描繪了簡單的金鏈和巨大的金戒指，此外還有對寶石或半寶石的描繪，如祖母綠、红玉髓、石榴石、瑪瑙或紫水晶，也有較為少見的珍珠。 這些石頭通常被磨成圓柱形或球形的珠子。 一些肖像描繪了精心製作，以黃金鑲嵌寶石的項圈。
金花環看起來配戴的不多，如果有也是在活著的時候佩戴，但曾有一些在更早之前的墳墓中發現過，這些是根據比賽獎勵的植物花圈製作，這樣的想法顯然是為了頌揚死者生前取得的成就。
耳飾有三種基本形狀：特別是在1世紀常見的是圓形或水滴形吊墜。考古發現其形狀為全球形或半球形。後來的品味偏好S 形的金絲鉤，上面可以串上五顆不同顏色和材料的珠子。第三種形狀是帶有橫棒的精美吊墜，兩到三根，偶爾有四根直桿懸掛在上面，通常每根底部都裝飾有白色珠子或珍珠。其他常見的裝飾品包括通常裝飾著珍珠的金髮夾，精美的帶狀王冠，尤其是在安提諾波利斯還有金色髮罩。許多肖像畫還描繪護身符和吊墜，也許有巫術方面的用途。

## 藝術史意義

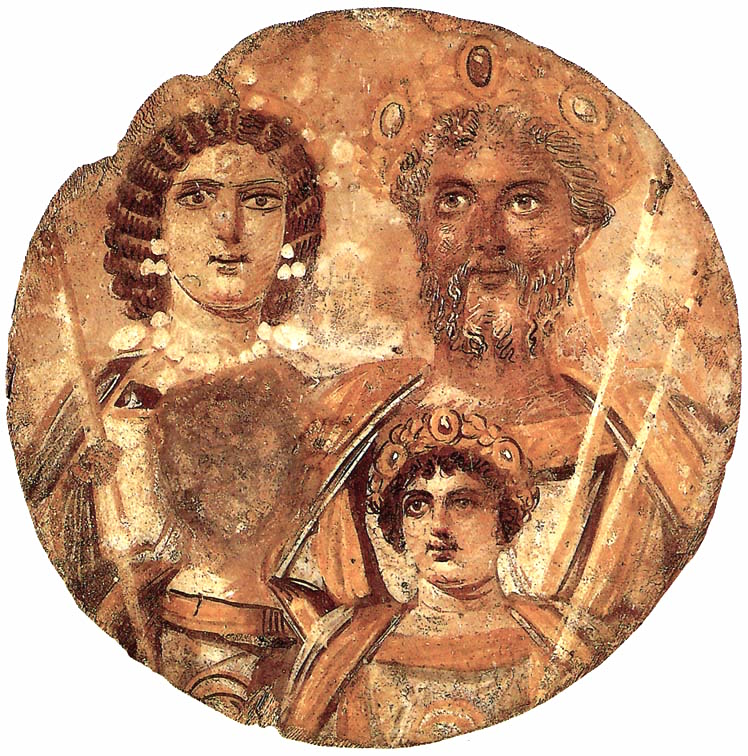
塞維蘭圓形畫為塞維魯斯及其家人的圖片和浮雕。藏於柏林古希臘羅馬藝術博物館（Antikensammlung ）

木乃伊肖像的藝術史意義十分重大。古代資料指出，木板畫（非壁畫，而是指在木板或其他可移動表面上作畫）曾受到高度重視，但少有古代木板畫幸存下來。除了木乃伊肖像之外，塞維蘭圓形畫（Severan Tondo）也是為數不多的木板畫例子，它與木乃伊肖像同樣來自埃及，同樣被認為代表一種地方性當代風格。木乃伊肖像的某些方面，尤其是正面視角和對面部關鍵特徵的關注，與後來的聖像畫十分相似。有人認為這兩者之間有直接聯系，但應該記住的是，木乃伊肖像只是廣泛的希臘羅馬傳統的一小部分，它與這整個傳統影響了後來的古典時代晚期和拜占庭藝術。馬里布的J·保羅·蓋蒂博物館收藏了一對可作年代與風格對照（3 世纪）的塞拉比斯和伊西斯的木板「肖像畫」。 就像密特拉教一樣，早期偶像崇拜的實例是雕刻品或小型陶製雕像，3世紀起發現了浮雕和彩繪圖像的崇拜。